# حوزه انتخابیه دوازدهم نیویورک
حوزه انتخابیه دوازدهم نیویورک یک حوزه انتخابیه مجلس نمایندگان آمریکا است که در ایالت نیویورک قرار دارد.